# 2016年香港立法會參選確認書風波
2016年立法會參選確認書風波亦稱香港政治審查立法會參選人事件，是指在2016年香港立法會選舉中，香港選舉管理委員會首次要求參選人於法定提名表格之外，額外加簽一份新增的聲明確認書，及其後引發的一連串政治風波。事件牽涉港府憲政、人權法定保障及政治審查的問題，影響是次選舉的公正性，引起香港市民的廣泛關注。
此政治風波中出現香港歷史上首次有參選人因政治背景審查而被褫奪參選權。提名期完結後，共有五名參選人被選舉主任裁定提名無效：香港民族黨的陳浩天、本土民主前線的梁天琦、正義行動的陳國強、國民香港（城邦派）的中出羊子和保守黨的賴綺雯。
高等法院原訟法庭區慶祥法官於2018年2月13日駁回陳浩天提交的選舉呈請，並宣布所有被宣布在新界西地方選區當選的人，均屬「妥為選出」。

## 背景

### 選舉提名程序
根據《立法會選舉程序規例》，在立法會地方選區選舉中，有意參選的人士須得到由該地方選區的 100 名合資格選民的提名簽署，及一名見證人簽署，於提名期內填妥提名表格同意書連同5萬港元選舉按金送交當區選舉主任，經選管會核實資料後通常在 2-3 日後書面通知參選人提名是否有效，於提名期結束後有關部門會正式刊憲公告有效候選人。

### 新增的聲明確認書
2016年7月14日，香港選舉管理委員會發出新聞公報，指「留意到近期社會上有意見關注到參選人是否已充分明白《基本法》的內容」
，故新增一份聲明確認書，當中特別列明參選人須擁護《基本法》第 1 條、第 12 條及第 159(4) 條：
- 第 1 條：香港特區是中華人民共和國不可分離的部份
- 第 12 條：香港特區是中華人民共和國一個享有高度自治權的地方行政區域，直轄於中央人民政府
- 第 159(4) 條：《基本法》若有任何修改，均不得與中華人民共和國對香港既定的基本方針政策相牴觸。[9]

### 香港本土主義抬頭
梁振英上任香港特別行政區行政長官期間，香港經歷多起捍衛本土權益的社會衝突，包括四次社區光復行動、肖友懷風波、旺角驅中國大媽衝突及農曆新年旺角騷亂等。有份參與2016年年初一旺角騷亂的本土民主前線梁天琦在同年2月的立法會新界東補選中取得66,524票，得票率15.38%，為港共政權響起警號。
及後，有多個本土派政團有意參選2016年香港立法會選舉，當中有主張香港獨立、香港修憲建國及香港回歸英國的聲音。
2016年農曆新年旺角騷亂及新界東地方選區補選後，民主思路及香港中文大學傳播與民意調查中心均曾就香港獨立進行民意調查。兩份調查結果顯示，分別有10.2%及17.4%的香港市民贊成獨立，其中中大民調更顯示有40%的15-24歲港人贊同港獨。為防範有關政治主張進入議會，香港政府發出的新聞公報明確指出該新措施乃是特意針對鼓吹及推動港獨的參選人。

## 事件

### 突然新增確認書要求參選人簽署
於選舉提名期開始前兩天，選舉管理委員會突然發出通告，要求參選人於遞交表格時額外簽署一份確認書。通告中指選管會須「確保所有參選人充分明白法例要求」，「真誠地簽署提名表格內的聲明」，否則參選人不得獲有效提名成為候選人。又警告簽署提名表格及上述聲明是嚴肅的行為，須清楚明白相關法律後果，如作出虛假聲明須負刑事責任。政府聲明發出後，有聲音質疑該新增要求並無法理依據；選管會在報名前兩天才透過新聞稿公佈，亦無按既定程序先到立法會解釋及作諮詢。

### 港府對確認書有否法理依據的說法
2016年7月14日，港府公佈新安排後，政制及內地事務局局長譚志源表示參選人並非一定要簽署該新增確認書，但這或許會影響選舉主任決定是否批准其參選。7月19日，泛民主派就確認書一事約見選舉管理委員會主席馮驊法官，會後泛民引述馮驊指選管會並無法律基礎要求候選人必須簽署確認書，而不簽署亦不表示會喪失參選資格，此要求只是一個行政方便。惟選管會又隨即於同日發佈政府新聞稿，強調「提供確認書的做法是有法律依據，呼籲所有參選人填妥確認書」，否則會採取適當行動。

### 政治背景審查郵件
面對突如其來的新增確認書，全體建制派選擇簽署，泛民主派集體拒簽，本土派政團則各有不同決定。但不論有否簽署新增確認書，多個本土派參選人陸續收到選舉主任發出的電郵，信中根據媒體報導及網上Facebook言論，詢問他們的政治立場，並要求他們在24小時內回覆郵件，以讓選舉主任判定提名是否有效。
| 選區   | 政治聯繫 | 政治聯繫           | 參選人   | 確認書簽署   | 選舉主任提問 | 收信日期   |
| ------ | -------- | ------------------ | -------- | ------------ | --- | ---------- |
| 新界東 |          | 本土民主前線       | 梁天琦   | 拒簽，後補簽 | 你是否承認，雖然你簽署了提名表格上擁護《基本法》和保證效忠香港特別行政區的聲明，但事實上你仍然繼續主張和推動香港獨立？ | 2016-07-22 |
| 新界西 |          | 香港民族黨         | 陳浩天   | 拒簽         | 你是否承認，雖然你簽署了提名表格上擁護《基本法》和保證效忠香港特別行政區的聲明，但事實上你仍然繼續主張和推動香港獨立？ | 2016-07-25 |
| 香港島 |          | 熱血公民           | 鄭錦滿   | 已簽署       | 你是否承認，雖然你簽署了提名表格上擁護《基本法》和保證效忠香港特別行政區的聲明，以及在確認書確認你明白擁護《基本法》包括擁護第一條、第十二條及第一百五十九(四)條，但事實上你仍然繼續主張和推動香港獨立及香港建國？             | 2016-07-25 |
| 新界西 |          | 國民香港（城邦派） | 中出羊子 | 已簽署       | 你是否承認，雖然你簽署了提名表格上擁護《基本法》和保證效忠香港特別行政區的聲明，以及在確認書確認你明白擁護《基本法》包括擁護第一條、第十二條及第一百五十九(四)條，但事實上你仍然繼續主張和推動香港獨立及香港成為完整主權國家？ | 2016-07-29 |
| 香港島 |          | 保守黨             | 賴綺雯   | 拒簽         | 你是否承認，雖然你簽署了提名表格上擁護《基本法》和保證效忠香港特別行政區的聲明，但事實上你仍然繼續主張和推動香港特別行政區脫離中華人民共和國及改變香港作為中華人民共和國的一個特別行政區的憲政地位？                           | 2016-07-30 |

梁天琦、陳浩天、鄭錦滿及中出羊子皆質疑選舉主任無權審視參選人的政治主張，並藉此判定他們的參選資格。當中陳浩天以此為由拒絕回答選舉主任在電郵中向他質詢的港獨立埸，指只有香港選民有資格判斷他能否進入立法會，而選舉主任並無決定權。賴綺雯、鄭錦滿與中出羊子指控選管會錯誤演繹他們對香港回歸英國、香港建國及香港獨立的主張，並澄清他們的主張並無牴觸《基本法》。梁天琦以需徵詢法律意見為由，兩度要求選舉主任延長回覆期限，同時間入稟法院就確認書安排及選舉主任之權限作司法覆核。

### 司法覆核
本土民主前線梁天琦及社民連吳文遠、陳德章分別入稟就確認書安排申請司法覆核。由於選舉提名期將於2016年7月29日正式結束，故高等法院在7月25日合併審理是否批出緊急開庭許可。代表資深大律師李柱銘及潘熙撰寫入稟狀要求：
1. 撤銷選管會（要求參選人簽署「確認書」）的決定；
2. 聲明「確認書」違法；
3. 聲明選舉主任在決定參選人是否獲有效提名時，無權要求參選人表明或決定參選人是否真誠簽署提名表中的聲明；
4. 聲明選管會無權、無責任建議或指示選舉主任，確保參選人完全明白法律要求，並真誠簽署提名表格中的聲明等。[30]

最終，法官區慶祥認為入稟人可待選舉主任正式否決參選資格，於整個選舉程序完結後透過選舉呈請的方式上訴，故裁定案件並無迫切性，拒絕在提名期截止前批出緊急司法覆核許可，案件需按一般程序排期進行正式審訊。梁天琦在庭外表示已用盡所有提名期前的司法手段，去保障自己在《基本法》保障下應有的被選權，若選舉主任最後仍因其政治主張否決其提名資格，他必將無法參與本屆選舉，唯一能推翻此決定的就只有在得出選舉結果後進行選舉呈請，但呈請過程需時1-3年。質疑政府以行政手段干預選舉，隨意剝削公民被選權。

### 梁天琦棄港獨主張補簽確認書
7月28日早上，本土民主前線參選人梁天琦在諮詢律師意見後，正式以英文書面回覆選舉主任的提問。梁明確而響亮的回覆不會（resounding no）繼續主張及推動港獨，表示自己將「擁護《基本法》及效忠香港特別行政區」，支持「香港是國家不可分離部分」，並補簽擁護《基本法》的新增確認書。另外，由於提問中，選舉主任曾附上有關梁支持港獨的報章剪報從而引證其政治立場；就此，梁在回覆中拒絕承認這些傳聞（hearsay statements）的真確性，而並非由他親自管理的Facebook專頁亦因與他現時的立場不同而已於日前關閉。梁天琦在記者會上表示，他作出向政權妥協的這個決定，已押上了自己的誠信、原則及人民對他的信任，但指已認清手段不及目標重要，而其目標就是要代表社會上無人代表的人進入議會，成為他們的代議士，並重申他現時的政治立場以該英文信件內容為準。

### 選舉主任裁定提名無效

#### 陳浩天
7月30日，陳浩天接獲選舉主任電郵通知，選舉主任裁定其提名無效，理由如下：
1. 未收到陳浩天簽妥的確認書（即新增確認書）
2. 陳浩天拒絕回答選舉主任詢問的政治立場問題
3. 選舉主任於陳浩天及香港民族黨的社交網絡貼文、記者會及媒體報道中，知悉陳以參選立法會為第一步，主張及推動香港獨立，並廢除《基本法》。認為有關主張與《基本法》有牴觸
4. 選舉主任不信納陳浩天實際上有意擁護《基本法》

傍晚，陳浩天於記者會上即場撕毀信件，批評政府因其港獨立場而取消其參選資格，與有否簽署確認書無關。香港民族黨其後發表聲明，指樂見港共殖民政府不惜引爆憲政危機以阻撓參選，親自撕破中國竊取香港主權十九年來，「民主選舉」的假面具。

#### 中出羊子
8月1日，中出羊子接獲選舉主任電郵通知，選舉主任裁定其提名無效，理由如下： 
1. 選舉主任參閱中出羊子的社交網絡貼文、確認書及對政治立場的電郵回覆後，認為中出羊子事實上主張及推動香港特別行政區獨立、香港特別行政區成為完整主權國家，而有關主張與《基本法》有牴觸
2. 選舉主任不信納中出羊子實際上有意擁護《基本法》

中出羊子批評選舉主任越權，將向美國領事館及國會反映事件。他會繼續推動港獨，直到成功為止，又警告作出決定者「建國後必有大審」。

#### 陳國強
沙田區議員陳國強與「北區水貨客關注組」梁金成、無黨派邱文勁，合組名單參選新界東直選，一直沒有如部分本土派參選人般收到選舉主任查詢政治立場的郵件。8月2日，選舉主任透過電郵通知排在名單首位的陳國強提名無效，而名單第二、三的梁及邱則獲確認有效。理據如下：
1. 未收到整個名單簽妥的確認書（即新增確認書）
2. 陳國強曾致函表明自己即使簽署了提名表格上的聲明，但事實上仍繼續主張和推動港獨。選舉主任認為有關主張與《基本法》有牴觸
3. 選舉主任不信納陳國強實際上有意擁護《基本法》

陳國強批評選舉主任從沒追問其對港獨的定義，他表示自己所指的港獨是「香港獨立於中國共產黨統治」，而非香港獨立於中國版圖。 同日，名單第二、三的梁金成、邱文勁去信選舉主任何麗嫦，指合組名單內三人的港獨理念一致，質疑只否決其中一人參選的做法。

#### 賴綺雯
8月2日，賴綺雯接獲選舉主任電郵通知，選舉主任裁定其提名無效，理由如下：
1. 未收到賴綺雯簽妥的確認書（即新增確認書）
2. 選舉主任參閱賴綺雯的選舉政綱，知悉其中一項為要求英國考慮香港重新加入英國，選舉主任認為由此顯示賴未有承認香港是中國其中一個特別行政區，與《基本法》有牴觸
3. 選舉主任不信納賴綺雯實際上有意擁護《基本法》

賴綺雯得知參選權被剝奪後，到英國駐港總領事館遞交請願信，抗議中國已嚴重違反《中英聯合聲明》，剝奪港人參選權和被選舉權，希望英國政府考慮宣告《中英聯合聲明》失效，讓香港重新加入英國。

#### 梁天琦
8月2日在選管會舉行候選人簡佈會前3小時，梁天琦終收到選舉主任裁定提名無效的通知，理由如下：
1. 梁天琦曾公開宣稱主張及支持香港獨立，及強調即使進入議會亦不會改變立場；亦曾公開表明不會簽署確認書（即新增確認書）
2. 梁天琦無向選舉主任提供充分理據，證明選舉主任引用的報章報道失實，且法律無規定選舉主任不可考慮是或可能是傳聞的資料
3. 選舉主任認為梁天琦在Facebook形容新網頁為「頭盔版」，顯示他在嘗試模糊其真正的政治主張
4. 梁天琦在7月28日的記者會上，沒有向記者講述港獨立場，亦沒有提及不再主張港獨
5. 雖然梁天琦書面回覆選舉主任指不再主張港獨，但參考報章報道後，選舉主任不信納梁天琦真正改變過去主張及支持香港獨立的立場
6. 選舉主任認為梁天琦主張及支持香港獨立與《基本法》有牴觸
7. 選舉主任不信納梁天琦實際上有意擁護《基本法》

梁天琦收到禁選通知後，在九龍灣國際展貿中心立法會候選人簡介會場外召開記者會，呼籲支持者到場聲援。大量警力嚴密佈防，部分帶備防暴裝備。梁天琦指禁選事件說明香港已淪為「披着法治表皮行人治之實」的社會，政府更不惜動用大量警力維護不合法的行政手段，呼籲「當獨裁成為事實，革命就是義務。」同時宣佈正式啟動後備計劃，已取得參選資格的青年新政梁頌恆、本土民主前線前成員李東昇將代替梁天琦參與競選。

## 是屆選舉主任名單
各區選舉主任由立法會五大地方選區的時任各區民政事務專員中輪流兼任，故此每年出任選舉主任的名單有機會不同。在風波中，2016年五區選舉主任名單如下：
| 姓名   | 選區／界別     | 職位               | 涉及事件                               |
| ------ | -------------- | ------------------ | -------------------------------------- |
| 鄧如欣 | 香港島地方選區 | 東區民政事務專員   | 審查賴綺雯、鄭錦滿政見；否決賴綺雯參選 |
| 郭偉勳 | 九龍西地方選區 | 九龍城民政事務專員 | -                                      |
| 羅莘桉 | 九龍東地方選區 | 觀塘民政事務專員   | -                                      |
| 羅應祺 | 新界西地方選區 | 葵青民政事務專員   | 審查並否決陳浩天、中出羊子參選         |
| 何麗嫦 | 新界東地方選區 | 沙田民政事務專員   | 審查梁天琦政見；否決梁天琦、陳國強參選 |

## 後續發展

### 候選人簡介會場受衝擊
2016年8月2日傍晚，選舉管理委員會在九龍灣國際展貿中心舉行立法會選舉候選人簡介會。因政府在簡介會召開前 3 小時封殺梁天琦參選，為避免現場出現突發騷亂，過百警員及十多輛警車在會場附近駐守戒備，截查市民身份證，而進場者均要接受至少兩重安檢，包括檢查隨身物品。簡介會場外示威者不斷發生推撞，阻攔參選人進場，有建制陣營參選人被包圍指罵、掌摑及潑水。場內多名泛民參選人到台前高呼口號抗議政治篩選。數十名警員衝入會場維持秩序，並強行抬走部分參選人及示威者。被禁選的本土民主前線梁天琦向台上舉中指，以粗口斥罵選管會主席馮驊。大批警員組成人鏈守在台前，馮驊需由保安員護送離開，簡介會多度被迫中斷，最後直接進行候選人抽籤，原定介紹免費郵遞安排及答問環節均需取消。

### 選舉主任遭恐嚇要求警方保護
政府正式排除部分人士參選並公佈有效參選人後，網上出現侮辱及恐嚇性言論。有人在網上張貼選舉主任羅應祺及何麗嫦的照片及工作地址，斥他們不得好死、「禍必及妻兒」，其後選舉主任要求警方提升保護級別。政府發聲明強烈譴責，指警方高度重視並會採取適當行動。數日後，兩名男子因在網上留言「掟磚頭又好，掟石頭又好，掟炸彈都好，都已經有哂心理準備」及送選舉主任「見閻王」，被警方以涉嫌有犯罪或不誠實意圖而取用電腦拘捕。8月6日，新界東選舉主任何麗嫦收到附有刀片的恐嚇信，信上寫有「阻撓立法會選舉等天收」。何麗嫦以憂慮有危險為由，要求警方提升對她的保護級別，禁止新界東立法會選舉候選人到原定的沙田區議會會議室核對選票印稿，轉往九龍灣國際展貿中心進行，其後又再度改地點至沙田禾輋社區會堂，避免現身。及後，選舉主任又兩度收到恐嚇信，一封自稱內含愛滋、炭疽及精液，另一封附有溪錢及紅色大字「死」。

### 首個香港獨立集會
8月5日晚，香港民族黨在金鐘添馬公園舉行香港首次以港獨為主題的和平集會，主題為「捍衛民主・重奪主權」，大台佈景板寫有「捍衛民主　香港獨立」八個大字，5名被裁定提名無效的參選人陳浩天、梁天琦、陳國強、中出羊子和賴綺雯分別上台發言，亦邀請了獨立評論人無妄齋、盧斯達及民族黨發言人周浩輝及前港大學生會會長馮敬恩作演講嘉賓。民族黨陳浩天公佈逾萬人出席，警方數字為2,500人。

## 政黨對確認書的最終取態
儘管有參選人於中途更改對是否簽署新增確認書的立場，以下是所有2016年立法會地區直選參選人於提名期結束後的最終取態：
| 政黨派別           | 簽署 | 沒有簽署 |
| ------------------ | --- | --- |
| 建制派             | 民建聯、工聯會、經民聯、西九新動力、新民黨、自由黨、正義聯盟、愛港之聲、香港政研會、新界社團聯會、何君堯、謝偉俊 | - |
| 泛民主派           | - | 民主黨、公民黨、工黨、民協、街工、前綫、新民主同盟、人民力量、社民連、香港本土力量、鄭家富、徐子見、司馬文、維園衝鋒            |
| 本土派             | 熱血公民?、香港復興會、本土民主前線?X、國民香港（城邦派）?X                                                      | 普羅政治學苑、香港民族黨?X、青年新政、東九龍社區關注組、天水圍民生關注平台、香港眾志、小麗民主教室、朱凱廸、保守黨?X、正義行動X |
| 中間派／獨立無黨派 | 民主思路、新思維、沈志超                                                                                         | 王維基、方國珊、林依麗、蒞地基督徒                                                                                              |
| 待考               | 全民在野黨、詹培忠、侯志強、李泳漢、呂永基、湯詠芝、張慧晶、鄺官穩、陳玉娥、黃琛喻                               | 全民在野黨、詹培忠、侯志強、李泳漢、呂永基、湯詠芝、張慧晶、鄺官穩、陳玉娥、黃琛喻                                              |

註解
- 「?」：曾收到選舉主任郵件查詢政治立場
- 「X」：最終被選管會取消參選資格

## 結果

### 選舉結果
2016年香港立法會選舉地區直選中，受參選確認書風波影響的本土派共取得3席，包括青年新政梁頌恆、游蕙禎及熱血公民鄭松泰。梁天琦、中出羊子在被褫奪參選權後，轉而替政治理念相近的參選人助選，而原排在陳國強名單之後的參選人則能繼續競選，有關資料及選舉結果如下：（所有選舉結果請參看2016年香港立法會選舉結果）
|          | 所支持的參選人 （選區／政治聯繫／參選人姓名） | 所支持的參選人 （選區／政治聯繫／參選人姓名） | 所支持的參選人 （選區／政治聯繫／參選人姓名） | 所支持的參選人 （選區／政治聯繫／參選人姓名） | 得票（百分比）       | 當選                 |
| -------- | --------------------------------------------- | --------------------------------------------- | --------------------------------------------- | --------------------------------------------- | -------------------- | -------------------- |
| 梁天琦   | 新界東                                        |                                               | 青年新政                                      | 梁頌恆、李東昇                                | 37,997（6.55%）      | 是                   |
| 梁天琦   | 新界西                                        | 黃俊傑、王百羽                                | 青年新政                                      | 9,928（1.65%）                                | 否                   |                      |
| 梁天琦   | 九龍西                                        | 游蕙禎                                        | 青年新政                                      | 20,643（7.40%）                               | 是                   |                      |
| 陳浩天   | 無公開支持其他參選人                          | 無公開支持其他參選人                          | 無公開支持其他參選人                          | 無公開支持其他參選人                          | 無公開支持其他參選人 | 無公開支持其他參選人 |
| 中出羊子 | 新界東                                        |                                               | 香港復興會                                    | 陳云根、李珏熙                                | 23,635（4.07%）      | 否                   |
| 陳國強   | 新界東                                        |                                               | 獨立（北區水貨客關注組）                      | 梁金成、邱文勁                                | 305（0.05%）         | 否                   |
| 賴綺雯   | 無公開支持其他參選人                          | 無公開支持其他參選人                          | 無公開支持其他參選人                          | 無公開支持其他參選人                          | 無公開支持其他參選人 | 無公開支持其他參選人 |

### 選舉呈請法庭裁決
以《立法會條例》第40(1)(b)(i)條的正當文意而論，包括一併考慮了其立法歷史與《香港特別行政區基本法》第104條和全國人民代表大會常務委員會於2016年11月7日所公布的解釋，《立法會條例》第40(1)(b)(i)條有清晰的憲制用意和目標，即有關聲明的規定是對獲提名和參選的實質法定規定和先決條件，而獲提名人只有在作出有關聲明時是客觀上真確誠意地擁護《基本法》和保證效忠香港特別行政區，才能夠符合該規定和先決條件。立法機關的客觀用意是，獲提名人一旦呈交已簽署的有關聲明，便應構成客觀有力的表面證據，證明其真確有意擁護《基本法》和保證效忠香港特別行政區；只有強而有力、清晰和具說服力的證據，明顯客觀地顯示獲提名人在獲提名時無意擁護《基本法》和宣誓效忠香港特別行政區，才可排除有關用意。
一旦法庭結論認為《立法會條例》第40(1)(b)(i)條所定的有關聲明規定是實質規定，選舉主任就明顯有法定權力可裁定獲提名人是否已實質上遵從有關聲明的規定，當中權力包括就獲提名人擁護《基本法》的客觀意向，向其索取資料及研究各有關材料。
基於候選人簽署和交回有關確認書並非強制規定，而是作為一種方式，以協助各選舉主任決定準候選人的提名是否有效，故選舉管理委員會享有並獲賦權力可發出有關確認書，而選舉主任在決定陳浩天有否遵從有關聲明的規定時，也有權以陳浩天沒有簽署和交回有關確認書作為考慮因素。
按正當文意（包括媒體報道及政府、律政司司長和選舉管理委員會的各篇新聞公報）理解有關問題，客觀上陳浩天顯然知道為何選舉主任認為他主張香港獨立與擁護《基本法》的意向不相符。因此，在選舉主任作出有關決定前，陳浩天已獲給予合理機會回應選舉主任包括有關問題的查詢。
鑒於陳浩天沒有質疑《立法會條例》第40(1)(b)(i)條是否合憲，而有關決定是正確地根據可得材料作出，故不能說有關決定本身違憲。有關聲明的規定是施行有關解釋所定的憲法規定，將之說成違憲，言不成理。無論如何，有關聲明的規定符合相稱驗證準則，原因在於：有關聲明的規定旨在達致三個合法目的，即保護憲法原則、維持公眾對立法會和選舉程序的信心，以及保障公共秩序；有關聲明的規定清楚確立限制與合法目的之間的合理關聯；在給予立法機關應有的酌情空間的情況下，有關聲明的規定是為達致合法目的而採取的相稱措施；以及有關聲明的規定在限制與社會利益之間取得合理平衡。
法庭駁回選舉呈請，並宣布所有被宣布在新界西地方選區當選的人，均屬妥為選出。

## 相關評論
8月3日，全體法律界選委30名委員發表《選舉委員會法律界委員反對立法會選舉政治審查聯合聲明》。
|  | 就特區政府政治篩選立法會選舉參選人，我們深感遺憾。 《基本法》第26條訂明，被選舉權是每一位香港公民的基本權利。《立法會條例》第40條僅要求參選人提交一份聲明確認擁護《基本法》，條例並無賦權選舉主任任何權力去查訊某位參選人的聲明是否所謂「真誠」，更遑論賦權選舉主任基於據稱某位參選人不是真誠地擁護《基本法》，但不循任何正當程序就作出一個主觀和政治決定去取消其參選資格。該等查訊和決定非但不合法，更是等同選舉主任在沒有法律基礎下進行政治審查和篩選。 這樣最終會破壞香港人對立法會和選舉過程的信心，亦會對香港長遠的穩定帶來負面影響。 政府官員在沒有遵從任何正當程序的情況下，任意和不合法地行使權力，是對香港法治最嚴重的破壞。作為法律界的一份子，我們對選舉主任的決定，以及特區政府對事件的處理，深表遺憾。——陳景生資深大律師 戴啟思資深大律師 廖成利 譚俊傑 查錫我 夏偉志資深大律師 麥業成 鄧偉棕 周汝嘉 何俊麒 文浩正 韋智達 鄭瑞泰 何翹楚 潘淑瑛 黃國桐 張達明 許天福 潘熙資深大律師 黃瑞紅 張耀良 林健文 石書銘 葉海琅 關尚義 李偉業 冼秉浩 阮陳淑怡 郭榮鏗 楊岳橋，選舉委員會法律界委員反對立法會選舉政治審查聯合聲明 (2016年8月3日) |

8月4日，19個專業團體於蘋果日報及明報刊登半版黑底白字聲明，讉責政治篩選。
|  | 政治篩選 無法無天 Political screening is against the law——精算思政 思政築覺 藝界起動 園境 • 願景 思言財雋 本草匡時 良心理政 保險起動 IT呼聲 杏林覺醒 護政（護士政改關注組）物理治療起動 規言劃政 法政匯思 進步教師同盟 放射良心 社工復興運動 量心思政 |

8月4日，香港立法會主席曾鈺成表示，留意到有人對選管會裁定本土民主前線梁天琦提名無效提出質疑，但亦有法律界人士認為理由令人信服，指出選舉主任的做法是合法。他又表示，不應將問題擴大至政治審查候選人，因港獨是「好特殊及嚴重」的問題，特區政府及各界都不想見到立法會選舉變成宣傳港獨的舞台, 及港獨成為參選人的政綱。另外，對於梁天琦指選管會的決定是終身剝奪他的政治權利，他指出如果梁天琦堅持要支持港獨，牴觸基本法，只有他本人才能改變。
8月5日，香港大律師公會前主席、資深大律師陳景生於商台節目表示，根據《立法會條例》40條，選舉主任的職責僅是處理程序上的問題，如確保收齊表格、填妥表格。如指控梁發假誓，但這是個嚴重指控，應由司法系統處理，而非由官員處理，「不應將司法的權力交給政府官員」。陳強調：「選舉權和被選舉權是《基本法》所賦予每一個市民，這不是香港特區政府的恩賜。所以如果要褫奪（參選資格），是應該經過適合的法律程序才可，就不可以『夾硬』用一個條（法例），用不是太符合法治精神的方法去作決定，來褫奪一個人的選舉權和被選舉權。」同日，立法會議員劉慧卿以電郵去信聯合國人權事務委員會，以「香港本土派參選人被取消參選立法會資格」為題，投訴篩選參選人違反《公民權利和政治權利國際公約》第19條，保障港人有權不受干預發表意見的權利，同時違反《基本法》第26條，保障香港永久居民有投票和參選權，要求委員會盡快介入調查。

## 註腳
1. ↑  梁天琦於2016年7月16日遞交提名表格時拒簽新增確認書，及後在7月28日徵詢律師意見後補簽。